# Gerdu (Karangpandan)
Gerdu is een bestuurslaag in het regentschap Karanganyar van de provincie Midden-Java, Indonesië. Gerdu telt 3064 inwoners (volkstelling 2010).